# Presenting Isaac Hayes
Presenting Isaac Hayes è il primo album del musicista soul statunitense Isaac Hayes, pubblicato nel 1968 da Enterprise e Atlantic Records. Dopo il successo di Shaft, il disco è ripubblicato in tutto il mondo nel 1972 dalla Atlantic con il titolo In the Beginning.
| Recensione | Giudizio |
| ---------- | -------- |
| AllMusic   | [ 1 ]    |

## Tracce
Lato A
1. Precious, Precious – 2:45 (testo: Isaac Hayes)
2. When I Fall in Love – 3:28 (testo: Edward Heyman, Victor Young)
3. Medley: I Just Want to Make Love to You/Rock Me Baby – 9:04 (testo: Willie Dixon, Riley B. King, Joe Josea)

Lato B
1. Medley: I'm Going to Chicago Blues/Misty – 6:45 (testo: Count Basie, Jimmy Rushing, Erroll Garner, Johnny Burke)
2. You Don't Know Like I Know – 8:30 (testo: Isaac Hayes, David Porter)

Traccia bonus nell'edizione del 1995
1. Precious, Precious (long version) – 19:07 (testo: Isaac Hayes)

## Classifiche settimanali
| Classifica (1972) | Posizione massima |
| ----------------- | ----------------- |
| Stati Uniti       | 102               |
| US Black Albums   | 25                |